# 细弱层腹菌
细弱层腹菌（学名：Hymenogaster tener）是属于伞菌目层腹菌科层腹菌属的一种担子菌。该种分布于中国、美国、英国、西班牙等地。